# Jean-Claude Bauer
Pour les articles homonymes, voir Bauer.
Ne doit pas être confondu avec Jean-Claude Bauer, résistant audonien, dont une rue et le Stade Bauer portent le nom.
Jean-Claude Bauer, né le 6 février 1953 à Haillicourt (Pas-de-Calais), est un auteur de bande dessinée et illustrateur français.

## Biographie
Natif d'Haillicourt dans le Pas-de-Calais, Jean-Claude Bauer étudie les beaux-arts à Douai, puis à Lille avant d'aller effectuer son service militaire.  

### Dessins d'audience
De retour, il débute dans l'hebdomadaire Pif puis il travaille dans l'audiovisuel en dessinant le déroulement de certains procès médiatiques et il se spécialise dans les croquis d’audience. Il est ainsi dessinateur judiciaire lors des procès de Klaus Barbie, de Paul Touvier, de Maurice Papon et de Georges Ibrahim Abdallah. Ces croquis, accompagnés des textes du chroniqueur judiciaire Dominique Verdeilhan deviennent un recueil : Portraits de justice. 

### Bande dessinée et illustrations
En outre, il participe à Fluide glacial et Spirou, avec, principalement, des récits humoristiques. Dans ce genre, il publie en 2008 sur un scénario de Mickay « Planète Randonneurs ». Il lance en 2013, avec Didier Quella-Guyot, la série (2 volumes) Spyware,,. Puis en 2014, a lieu la publication d'une biographie de Johnny Hallyday en bande dessinée, en collaboration avec François Dimberton : Johnny, la naissance d’une idole,. Le second volume, Les Années noires, parait en 2015 puis l'album Johnny l’intégrale parait en 2018.

## Œuvres

### Bandes dessinées
- Léo Poche (aux éditions Vaillant d'après le personnage de Roger Mas)
  - N°6 - Spécial Énigmes - janvier 1976.
- Planète Randonneurs (aux éditions Hugo BD sur un scénario de Mickay)
  - Tome 1 - Suivez le guide ! - avril 2008,  (ISBN 9782755602395).
- Spyware, scénario de Didier Quella-Guyot, Sandawe

1. Otaku, juin 2013  (ISBN 978-2-930623-13-9) (BNF 43629115)
2. Kampuchea, août 2016  (ISBN 978-2-390-14109-9) (BNF 45091813)

- Johnny (une coédition Jungle et le groupe Prisma sur un scénario de François Dimberton) d'après le livre Johnny : L'incroyable histoire d'Éric Le Bourhis
  - Tome 1 - 1943-1962 : La naissance d'une idole - Octobre 2014,  (ISBN 978-2-8222-0825-3).
  - Tome 2 - 1962-1980 Les années noires - Octobre 2015,  (ISBN 978-2-8222-1138-3).
  - Tomes 1+2 - Intégrale Janvier 2018,  (ISBN 978-2-8222-2311-9).
- Klaus Barbie. La route du rat, scénario de Frédéric Brémaud, Urban Comics, coll. Urban Graphics, 2022  (ISBN 979-1026822998)
- Bordeaux aux éditions Petit à Petit avec Frédéric Brémaud
- Angers aux éditions Petit à Petit avec Julien Moca

### Ouvrages illustrés
- Dominique Verdeilhan, Portraits de Justice, Éditions Dargaud, 1995.
- Robert Longechal, Le grand livre du bricolage pour tous, Éd. Fleurus, 2009,  (ISBN 9782215101185).
- Cahier de vacances du CE1 au CE2, Éd. Magnard, 2005, (BNF 43444818).
- Jocelyne Quinson, Dominique Rambaud, Catherine Subtil, Apprends à lire avec Alex et Zoé, Éd. CLE International, 2006,  (ISBN 9782090354867).
- Colette Samson, Alex et Zoe en vacances niveau 2, Éd. Nathan, 2007,  (ISBN 9782090316803).
- Colette Samson, Alex et Zoé font le tour du monde niveau 3, Éd. Nathan, 2007,  (ISBN 9782090316926).
- Maryvonne Fort, On a volé le diamant de la comtesse, Éd. Nathan, 1990.
- Béatrice Solleau, 365 devinettes de toutes les couleurs, Éd. Lito, 1990.
- Ann Rocard, Le Crocorille est amoureux, Éd. Fleurus, 1989,  (ISBN 2-215-01231-5).
- Ann Rocard, Tonnerre ! un dragon vert, Éd.Fleurus, 1989, (ISBN 2-215-01239-3) édité erroné (BNF 35015377).

## Pour approfondir